# Champrepus

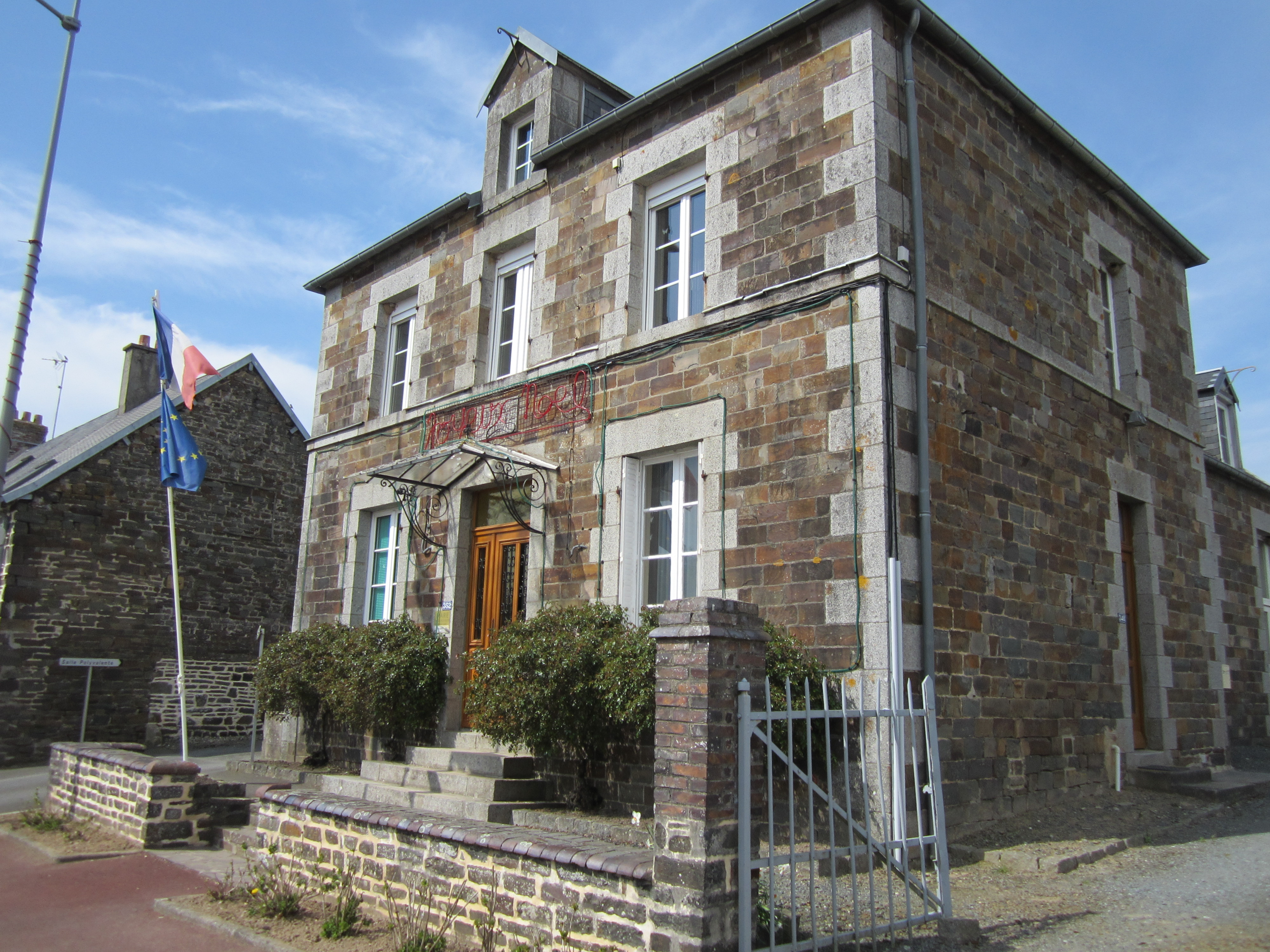
Gemeentehuis

Champrepus is een gemeente in het Franse departement Manche (regio Normandië) en telt 277 inwoners (2005). De plaats maakt deel uit van het arrondissement Saint-Lô.

## Geografie
De oppervlakte van Champrepus bedraagt 9,1 km², de bevolkingsdichtheid is 30,4 inwoners per km².
De onderstaande kaart toont de ligging van Champrepus met de belangrijkste infrastructuur en aangrenzende gemeenten.

## Demografie
Onderstaande figuur toont het verloop van het inwonertal (bron: INSEE-tellingen).

1. ↑  Populations de référence 2022.